# Tincourt-Boucly
Tincourt-Boucly è un comune francese di 404 abitanti situato nel dipartimento della Somme nella regione dell'Alta Francia.

## Società

### Evoluzione demografica
Abitanti censiti